# Mike Huckabee
Mike HUckabee (Hope, 24. kolovoza 1955.), američki političar, religiolog, publicist, glazbenik, radijski i televizijski voditelj te politički komentator, guverner Arkansasa između 1996. i 2007. te kandidat na predsjedničkim izborima 2008. i 2016. godine. Pripadnik je Republikanacske stranke.
Rođen je 1955. u gradiću Hope u Arkansasu u obitelji oca mehaničara i vatrogasca te majke službenice. Miješanog je engleskog, njemačkog, irskog i škotskog podrijetla, ali mu korijeni u Sjedinjenim Državama datiraju još iz ranog novog vijeka. S 14 godina postao je mjesni radijski voditelj, vodeći informativne emisije (vijesti) i vremensku prognozu.
DIplomirao je religijske znanosti na Baptističkom sveučilištu "Ouachita". Nakon diplome vodio je nekoliko baptističkih radijskih postaja te rukovodio i televizijskim kanalima kršćanskog sadržaja. Služio je i kao pastor u baptističkim crkvama u Pine Bluffu između 1980. i 1986.  te u Texarkani do 1992. godine. Uređivao je i vjerske emisije na mjesnim televizijama.
Od 1993. do 1996. godine bio je pomoćnik guvernera Arkansasa, a kasnije i guverner. Za njegova mandata, trećeg najduljeg u povijesti Arkansasa, otvoren je Murrayjev most te proširena cestovna mreža. Godine 2005. ugledni časopis Time uvrstio ga je među pet najboljih guvernera SAD-a, a mjesečnik Governing proglasio ga je najboljim državnim dužnosnikom za 2005. godinu.
Protivnik je javnog financiranja pobačaja te pobačaj podupire jedino u slučaju smrtne opasnosti za majku. Pobornik je plasnkog useljavanja i većeg proračunskog izdvajanja za oružane snage. Smatra se libertarijancem u gospodarskim pitanjima i konzervativcem u društvenim.
Počasne doktorate drži na matičnom Baptističkom sveučilištu "Ouachita" i Sveučilištu John Brown. Američki zavod za javno zdravstvo dodijelio mu je nagradu za doprinose u području javnog zdravstva.
Radio je kao politički komentator na Fox-u (izbori 2008.) i ABC-u, a između 2009. i 2015. vodio je i vlastitu političku radijsku emisiju. Između 2007. i 2015. vodio je televizijsku emisiju Huckabee na Fox-u. Surađivao je s brojnim kršćanskim medijima. Svira bas gitaru u rock sastvu Capitol Offense.
Autor je desetak knjiga, od kojih je najpoznatija knjiga o vršnjačkom nasilju i tinejdžerskim ubojicama Djeca koja ubijaju. Pisao je i memoare o političkim događajima koji su prethodili njegovoj guvernerskoj inauguraciji. Istaknuo se i kratkim pričama.